# 三岔河口

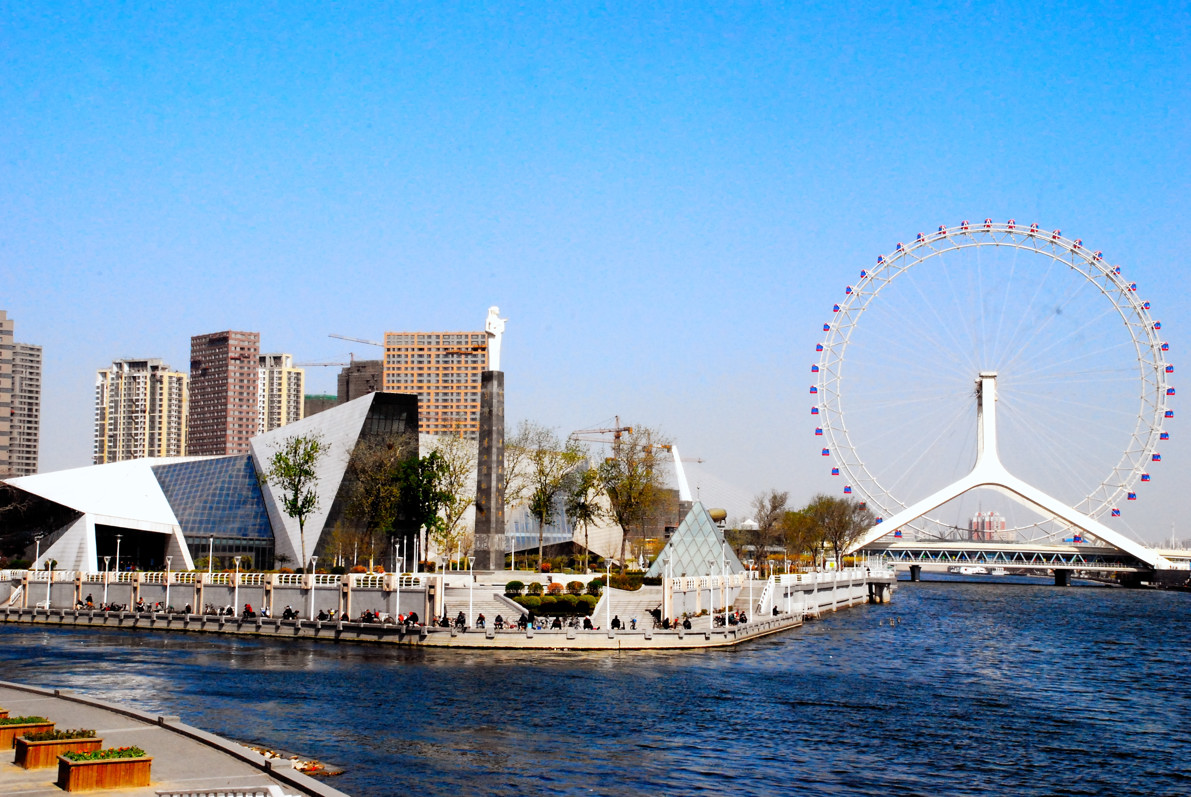
天津三岔河口

39°08′57″N 117°11′03″E / 39.14907°N 117.18420°E天津三岔河口，古名为三会海口。地处天津老城以北，子牙河北岸归河北区管辖，南岸归红桥区管辖。乃子牙河、南运河、海河交汇之地，海河干流起始处，海河水系的标志性区域。还是今天天津的政治，经济，文化，军事等的最早发祥地。

## 历史

### 隋唐
隋朝大运河的开通，使南运河和北运河的交汇处「三岔河口」成为天津最早的发祥地。

### 宋辽金
宋代，海河为北宋与辽的界河，旧名直沽河、大沽河。
金代末年，为保障中都及漕盐储运的安全，金宣宗贞祐二年（1214年）建直沽寨，三岔河口自此从单纯的漕运枢纽发展成为储运与军事相界河的畿辅重镇。

### 元代
元延祐三年（1316年）改直沽寨为海津镇。

### 明代
明代初年，据传燕王朱棣发动靖难之役的纪念地，靖难军在此地附近渡河，南下沧州讨伐中央军，“天津”之名由此得来，意为“天子渡临的地方”。此后，天津的漕运，海运等从以三岔河口为中心向周围发展，渐渐发展成京东最大的都会。到崇祯年间，为了防止满洲人从海上入侵，下诏在此地兴建窑洼炮台。其大體位置就在今天的獅子林橋，也就是老三岔河口。

### 清代
天津作爲北拱京師的門戶，又是南下江南的必經之地，也就自然的皇帝垂青。所以，在康熙、乾隆兩朝盛極一時。在三岔河口大量興建和修繕廟宇、道觀，其中知名有望海寺、崇禧觀等。位置基本跨過海河兩岸，與窑洼炮台相鄰。

### 清末民国

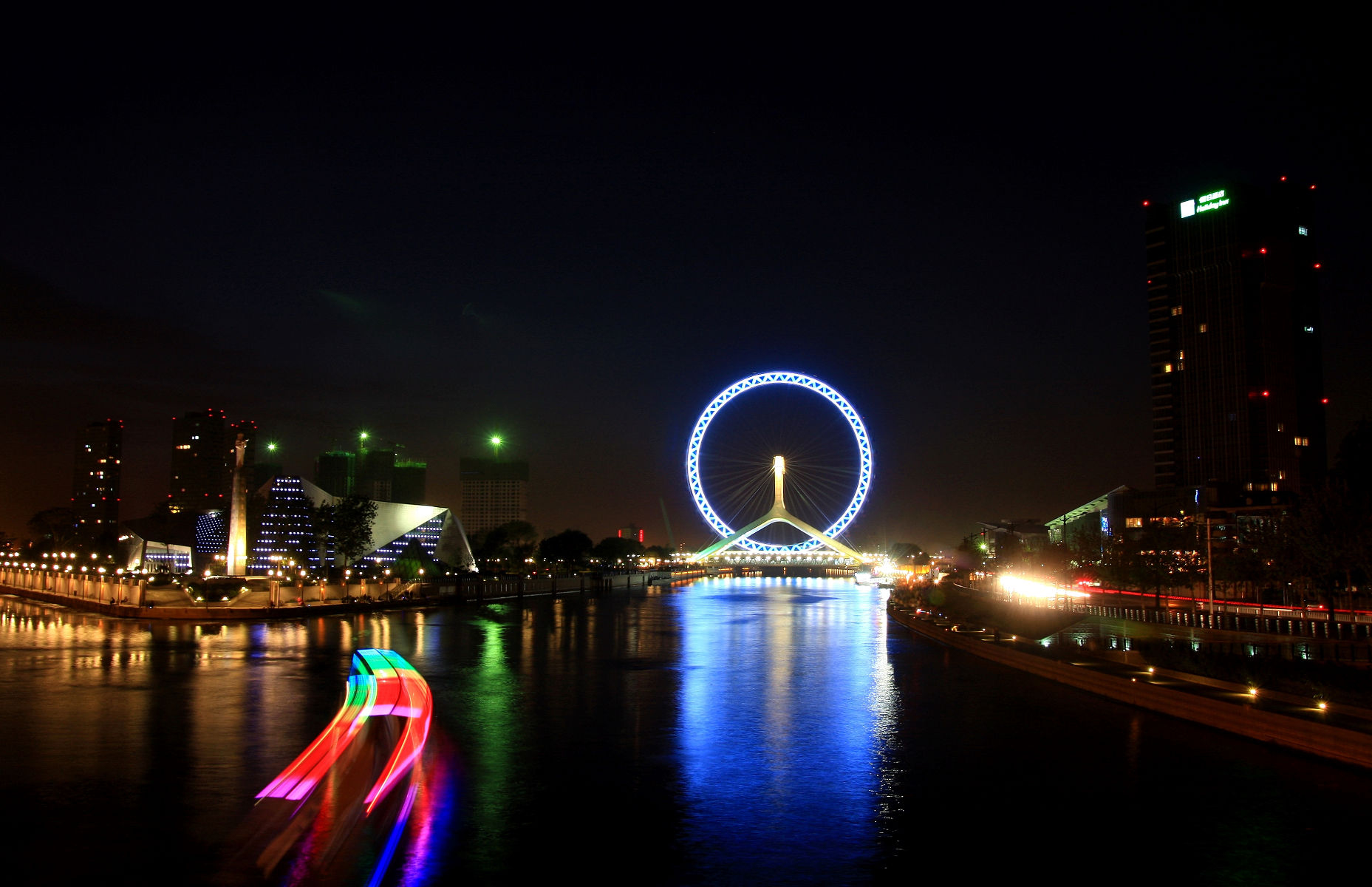
天津三岔河口夜景

1901年至1923年，經原海河工程局先后进行了6次裁弯之後，三岔河口從此向西北方移動了近一公里的距離。就是今天屹立著引灤入津紀念碑的新三岔河口。雖然三岔河口地點發生變化，此地仍稱得起为中国近代工商业发展的摇篮，仍然发挥的其巨大经济价值。周围又分布着发生过众多历史事件的建筑遗址。如：北岸有窑洼行宫、望海楼教堂、李公祠（现已拆除）、大悲禅院等。南岸有天津老城（现已拆除）、天后宫、玉皇阁、估衣街（现已重建）、针市街（现已拆除）等。及连接南北两岸的大铁桥-金钢桥（拆除后重建）。

### 中华人民共和国
中华人民共和国建立后，因为政策上的人为原因使天津发展的滞后，河道淤积，三岔河口也随之冷清。1978年改革开放，时任天津市长的李瑞环的引滦入津工程，才使更多的中国人想起天津。至今引滦入津工程纪念碑还屹立于三岔河口。到21世纪后，因为领导人从中国发展战略的考虑，才迎来天津新的发展机遇，而三岔河口畔也迎来一轮新的建设高峰，例如：建设中的北方近代工业博物馆、跨子牙河的摩天轮桥“天津之眼”、泰达投资的泰达城等。